# العرفة (المكلا)

تعديل مصدري - تعديل

العرفة هي إحدى قرى عزلة المكلا بمديرية المكلا التابعة لمحافظة حضرموت، بلغ تعداد سكانها 127 نسمة حسب تعداد اليمن لعام 2004.